# Erico Stenkilsson
Erik Stenkilsson (n. 1055?) fue rey de Suecia de 1066 a 1067, hijo del rey Stenkil, sucedió a este en el trono, pero probablemente su falta de cualidades políticas y diplomáticas condujeron a que los suecos paganos eligieran a su propio candidato al trono, Erico el Pagano. Ambos rivales se enfrentaron en guerra y murieron en batalla.
Por convención no se le da un número regnal, dado que dicha numeración se basa en la obra ficticia de Johannes Magnus, en la que se indica que Erico el Victorioso (Erico VII) fue inmediatamente sucedido por un tal Ericus Aorfel, alias Stechillus (Erico VIII). Es probable que el pasaje se refiera a Erik Årsäll, aunque la similitud entre Stechillus y Stenkilsson podría indicar que se trata de una combinación de ambos personajes.